# アレクセイ・リャザンツェフ
アレクセイ・フョードロヴィチ・リャザンツェフ（ロシア語: Алексей Фёдорович Рязанцев、1915年10月15日 - 1984年3月31日）は、ソビエト第5空軍第3親衛戦闘航空軍団第14親衛戦闘航空師団第179親衛戦闘機連隊の航空士・飛行士。親衛少佐、ソ連邦英雄の称号を受けた。

## 概要

### 生い立ち
1915年10月15日モスクワ州ラメンスキー地区 バウリノ町で生まれた。父は町の中でも一目置かれていた存在で、世襲で森林監視員を営んでいた。かつて、党や州の著名な指導者達は狩猟した後、必ず複数回そこに滞在していた。アレクセイも幼少期に、カリーニンと共に猟に出ていたレーニンと会話をした経験がある。8年生修了後、モスクワ自動車工場付属の技能学校へ進み、金属熱処理技術を習得した。1934年春に技能学校卒業後、アレクセイはゴーリキー市の機械製造工場「ノーヴォエ・ソルモヴォ」に配属された。
同年夏ニジニノヴゴロド市のソルモフスキー地区委員会コムソモール委員会から赤軍に召集され、パイロットの学校に送られた。8月にハルキウ市の航空士及び航空管制官を養成する第9制官合同軍事学校に編入した。1937年に学校修了後、中尉となったアレクセイは講師として学校に残り、スペイン共和国党の航空要員を訓練し、数種の航空機（TB-1爆撃機、SB爆撃機、I-15及びI-16戦闘機）の操縦をマスターした。スペインへボランティア活動派遣に関する報告をいくつか書いたが、それは徒労に終わった。

### 大祖国戦争時
大祖国戦争が始まった1941年時点で、アレクセイは上級中尉となっていた。当時彼はハルキウ航空軍事学校で3年半の講師生活を送っていて、戦争初期には前線派遣に関する報告書を書いていた。その上でソビエト共産党にも党員として所属していた。1941年7月7日彼は、南部戦線で活動する第296戦闘機航空連隊の第3飛行隊副司令官の役職に就いた。
最初の出撃で独軍爆撃機を撃墜後、更に2つ勝利を収めた。その後も繰り返し偵察に飛び、敵軍航空士11人と装備の攻撃を実施。彼はその他単独で対地攻撃で、最大30台の軍事車両、弾薬輸送車両25台、数百人を上回る独軍兵士と将校らを攻撃、破壊した。この功績が認められ、赤旗勲章を戦争初期に授与された。
1941年8月末、彼は空中戦で腕を負傷した。病院では飛行には不適との判断をされたが、医師の診断があるにもかかわらず独断で連隊に戻り職務を続行した。そして飛行隊司令官により、彼はすぐに第297戦闘機航空連隊に転属され、最終的にこの連隊の所属下で終戦を迎えた。
スターリングラードを巡る空中戦で彼は撃墜され、再び右手を負傷した。また、ママエフ近くの丘で緊急着陸中に脊椎を損傷し、12日間意識不明になるも、数ヶ月間病院で過ごした後、連隊に復帰した。この連隊は12月に新しい戦闘機であるLa-5戦闘機が配備されており、新しく結成された第302戦闘機航空師団に編入された。この師団の中でアレクセイはヴォロネジ戦線、ステップ戦線、第2ウクライナ戦線、第1ベラルーシ戦線で戦った。また、クルスクの戦い、ドニエプルの戦い、ウクライナ右岸解放、コルスン・シェフチェンコ包囲戦、ヤッシー＝キシナウ攻勢、デブレツェンの戦い、ブダペスト攻勢にも参加した。 彼が参戦する戦闘毎にアレクセイの撃墜する敵機の数が桁外れに増加していった。
1945年2月、アレクセイは昇進し少佐になる。その後、1945年2月23日ソビエト連邦最高会議の指図により、ナチス侵略者との戦闘で発揮した指揮任務と勇気と模範的遂行を讃えられ、アレクセイはレーニン勲章と金星章が授与される事になり、ソ連邦英雄に選ばれた。その誉れ高い受賞を、彼は度重なる負傷を受けた際に治療を受けた病院で知ることになった。医者に自らを当初の予定よりも早期に退院させるよう説得し、再び自分の連隊に戻った。数日後、第5空軍指揮官であるセルゲイ・ゴリュノフ上級大将は、アレクセイにレーニン勲章と金星章を授与した。
ブダペストの上空でアレクセイは最後の出撃を果たした。彼の戦果を合計すると、終戦までに独軍約200人殺害し、撃墜した航空機総数は変わらずだった。彼の胸には、1等祖国戦争勲章が新しく追加された。アレクセイはチェコスロバキア共和国のブルノ市で終戦を知ることとなった。

### 大祖国戦争後
1945年7月医療委員会でリャザンツェフ少佐を障碍者第2グループと診断し、彼を動員解除した。帰宅したが、軍事ではないにしても少なくとも民間の航空の世界に戻ろうと努力した。3年後、障碍者第3グループに移動し、労働権が与えられ、彼はモスクワに行った。民間航空艦隊の人事部門で、彼は西ウクライナのスタニスラフ市の地域センターで働くことを提供した。
キエフ医療委員会は、リャザンツェフ少佐が飛行業務に適すると診断した。彼はこの時自身の障碍と慢性的な痛みについて何も言わなかった。Po-2航空機で航行している航空小隊の指揮官に彼を任命した。課題は実に最も多様で、野外での害虫駆除、火災からの森林保全、乗客及び患者の輸送、郵送などを行った。かつてリャザンツェフはウズベキスタンとタジキスタンに出張を余儀なくされ、綿花畑に空中から肥料を散布したこともあった。1948年に彼は既に戦隊の指揮官となり、「アエロフロート・エクセレント」バッジが授与された。
1951年9月にレニングラード市の政党学校GVFの聴講生になった。1954年に修了後、リャザンツェフはヴォロシロフグラード市（現在のルハーンシク市）の航空隊の指揮官に任命された。同年医療委員会は、彼が航空業務に不適であると診断した。リャザンツェフは空港の交通サービス局長に転属され、1977年に年金退職するまでそこで働いた。
1965年に彼は教育単科大学を通信課程で卒業した。8年間連続でヴォロシロフグラード市人民代表評議会の代議士を務めた。彼は愛国的な仕事に活発に携わり、愛国テレビラジオ雑誌「パトリオット」の編集長も務めた。
アレクセイ・フョードロヴィチ・リャザンツェフは1984年3月31日に亡くなり、ルハーンシク市で埋葬された。

## 功績
金星章、レーニン勲章、赤旗勲章（3度受賞）、1級大祖国戦争勲章、その他メダル多数。

## モニュメント

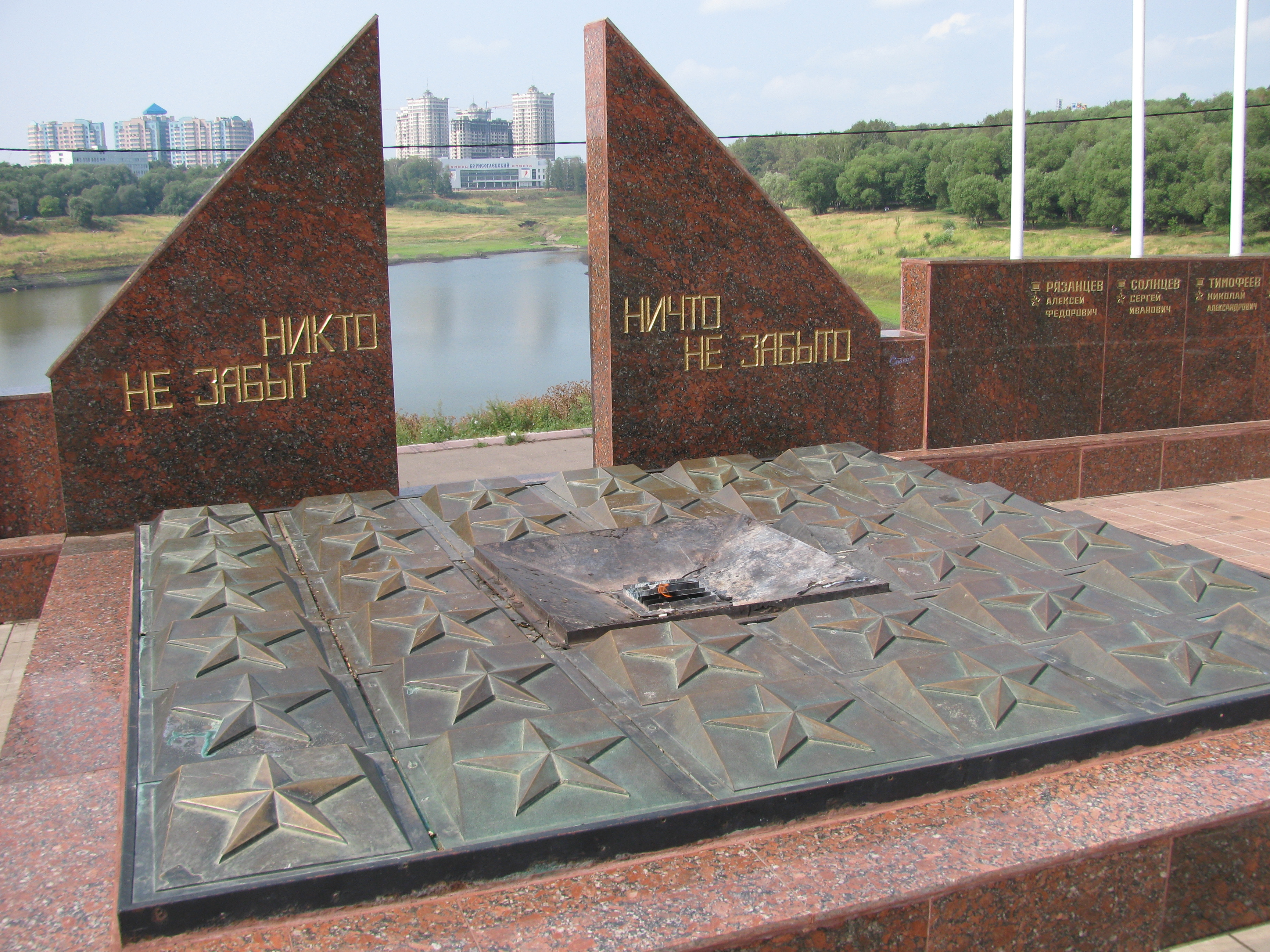
ラメンスコエ市の勝利広場にある永遠の火の近く。すぐ右側に彼の氏名が刻まれているのがわかる

ルハーンシク市内にあるオベリスクに彼の氏名が刻まれている。またニジニノヴゴロド市のニジェゴロツコエ自動車製造工場の敷地内には、「永遠の火」が設置してある記念碑に彼の英雄としての記録が不朽のものとして遺されている。ラメンスコエ市の勝利広場にある永遠の火の近くに、彼の氏名が刻まれた花崗岩製の記念碑が設置されている。

## 文献
- Ворожейкин А. В. Солдаты неба. М.: Воениздат, 1986.
- Герои Советского Союза: Краткий биографический словарь / Пред. ред. коллегии И. Н. Шкадов. — М.: Воениздат, 1988. — Т. 2 /Любов — Ящук/. — 863 с. — 100 000 экз. — ISBN 5-203-00536-2.
- Давтян С. М. Пятая воздушная. М.: Воениздат, 1990.
- Кашичкин В. Сормовичи — Герои Советского Союза. Н. Новгород, 1996.
- Тюльников Л. К., Басович Я. И. Герои Советского Союза — горьковчане. Горький, 1981.